# Nachspielzeit

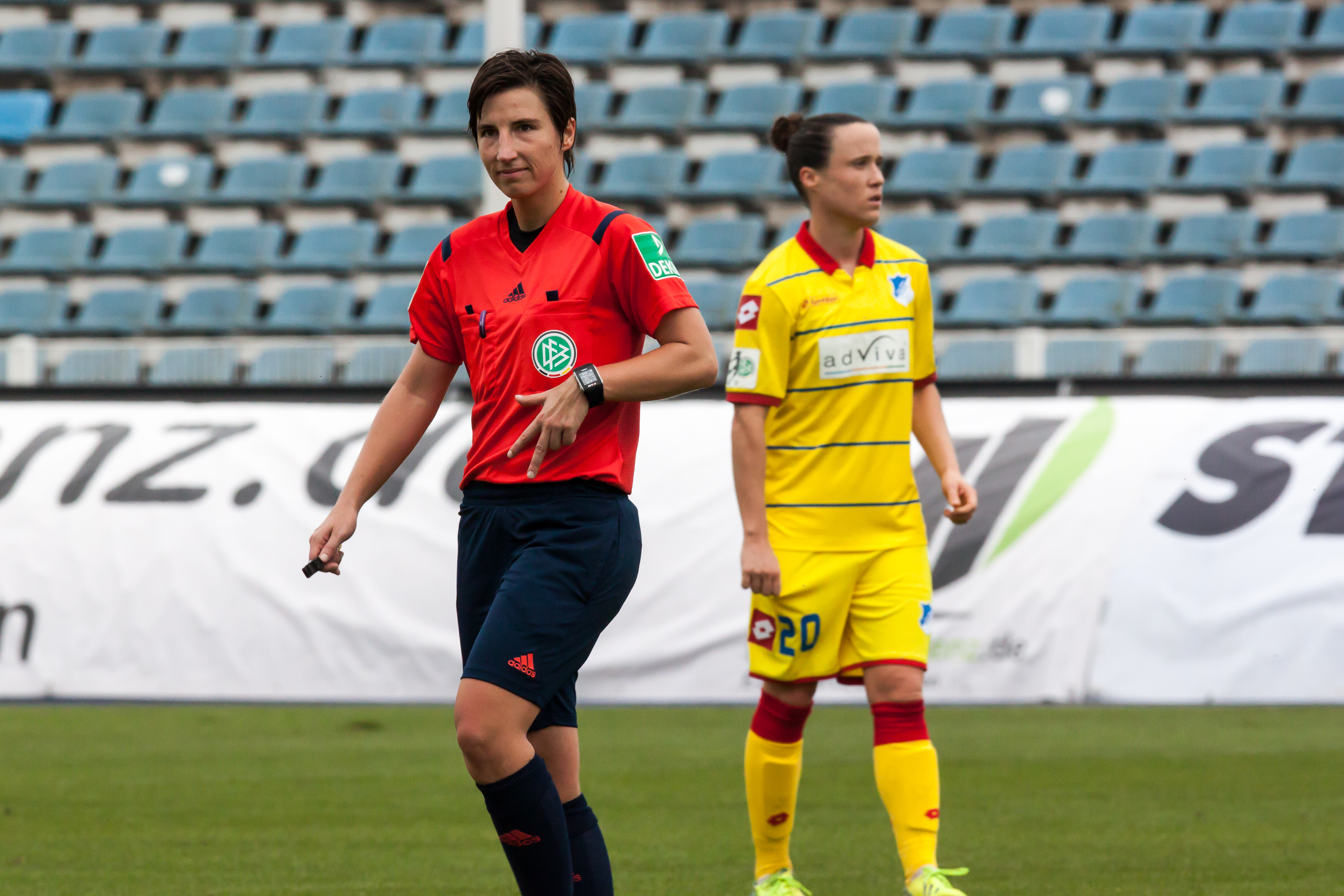
Schiedsrichterin signalisiert Nachspielzeit zu viertem Offiziellen

Nachspielzeit ist die Ausgleichszeit eines Fußballspieles über die reguläre Spielzeit (45 bzw. 90 Minuten) hinaus, um aufgetretene Zeitverluste beispielsweise durch Auswechslungen, Verletzungen, witterungsbedingte Unterbrechungen oder unzulässiges Verzögern auszugleichen. Dabei wird zwischen den zwingend nachzuspielenden Zeiten und der Zeit unterschieden, die nur im Rahmen der Vorteilsbestimmung nachzuspielen ist. Die Festlegung der Nachspielzeit liegt im Ermessensspielraum des Schiedsrichters, sie wird an jede Halbzeit angehängt (45 Minuten plus Nachspielzeit). Gibt es in der Nachspielzeit weitere Zeitverluste, sind diese im Rahmen der Regeln zusätzlich nachzuspielen.
Die Nachspielzeit ist zu unterscheiden von der Verlängerung, die ggf. im Anschluss angesetzt wird, um ein unentschiedenes Spiel zur Entscheidung zu bringen. Auch bei einer Verlängerung kann es zu einer Nachspielzeit kommen, jedoch fällt diese aufgrund der kürzeren Spielzeit (zweimal je 15 Minuten) meistens geringer aus.

## Regeln
Der Fußballweltverband FIFA legt in Regel sieben (Dauer des Spiels), Absatz drei (Nachspielzeit) fest:

«Der Schiedsrichter bestimmt in jeder Halbzeit die Nachspielzeit, um die Zeit zu kompensieren, die durch folgende Ereignisse verloren ging:
- Auswechslungen
- Untersuchung und/oder Abtransport von verletzten Spielern
- Zeitschinden
- Disziplinarmassnahmen
- Trinkpausen (maximal eine Minute) oder Pausen aus sonstigen medizinischen Gründen, die gemäss  Wettbewerbsbestimmungen zulässig sind oder
- Verzögerungen aufgrund von Videosichtungen und Videoüberprüfungen
- sämtliche sonstigen Gründe, einschliesslich etwaiger Verzögerungen bei der Spielfortsetzung (z. B. beim Torjubel)»

und fügt in den Auslegungsrichtlinien an:

«Es ist völlig normal, dass es in einem Spiel zu zahlreichen Unterbrechungen kommt (z. B. Einwürfe, Abstösse). Nachgespielt werden darf nur, wenn es zu übermässigen Verzögerungen kommt.»

Im Bereich des Deutschen Fußball-Bunds (DFB) wird explizit zwischen „verlorener“ und „vergeudeter“ Spielzeit unterschieden:
Zur verlorenen Spielzeit, die zwingend nachgespielt werden muss, zählen
- Auswechslungen,
- Behandlungen verletzter Spieler,
- sonstige nicht spieltypische Unterbrechungen, welche nicht einer Mannschaft zuzurechnen sind (beispielsweise Unterbrechungen wegen Witterungseinflüssen oder Trinkpausen) sowie
- charakteristische Spielunterbrechungen, deren Dauer das übliche Maß überschreitet (beispielsweise kann das Spiel nicht fortgesetzt werden, da kein Ball zur Verfügung steht).

Die vergeudete Spielzeit hingegen besteht im Wesentlichen aus vorsätzlich herbeigeführten Verlängerungen von Spielunterbrechungen, die einer Mannschaft zuzurechnen sind. Da die Vergeudung von Zeit regelwidrig ist – je nach Umfang kommt eine Verwarnung wegen unsportlichen Betragens in Betracht –, ist diese nur im Rahmen der Vorteilsbestimmungen nachzuspielen. Der Schiedsrichter hat abzuwägen, ob das für die Mannschaft, welche die Zeit vergeudet hat, vermutlich nachteilig sein wird. Ein Klassiker sind dabei Spiele, in denen Mannschaft A führt und Zeit vergeudet, Mannschaft B jedoch zum regulären Spielende in Führung gegangen ist: Hier wäre es für Mannschaft B von Vorteil, wenn nicht nachgespielt wird.
Verlorene und vergeudete Spielzeit können sich überlappen. Verlässt beispielsweise bei einer Auswechslung der Spieler, welcher ausgewechselt werden soll, nur sehr langsam das Spielfeld, ist die Zeit, welche üblicherweise für eine Auswechslung anfällt, als verlorene Zeit nachzuspielen, während die zusätzliche Zeit als vergeudete Spielzeit zu werten ist.
Der Schiedsrichter soll die Dauer einer eventuellen Nachspielzeit in der letzten regulären Spielminute jeder Halbzeit anzeigen. Hat er dies getan, so tritt damit eine Bindungswirkung in Kraft, d. h. der Schiedsrichter muss dann diese Zeit auch nachspielen lassen, selbst wenn die Nachspielzeit aus vergeudeter Spielzeit besteht und ein Vorteil möglich wäre. In Ausnahmefällen – insbesondere wenn die Nachspielzeit größer als fünf Minuten ist – kann der Schiedsrichter die Anzeige auch durch mündliche Mitteilung an die beiden Spielführer ersetzen. Kommt es in der Nachspielzeit zu weiteren Spielverzögerungen, die wiederum zu einer Nachspielzeit führen, ist die Nachspielzeit um diese Zeitanteile zu verlängern; eine gesonderte Anzeige dieser Zeit erfolgt nur in Ausnahmefällen.
Wie die Nachspielzeit – etwa anhand von erfolgten Auswechslungen und erzielten Toren – zu berechnen ist, ist nicht einheitlich geregelt. Der Schweizerische Fussballverband legte allerdings in Regel 7.13, Satz 2 fest: «Für jede Auswechslung, welche nach dem Anstoss zu Beginn des Spieles und zur zweiten Halbzeit vorgenommen wird, hat der Schiedsrichter die Spielzeit um 30 Sekunden zu verlängern.» Da die Möglichkeiten für Zeitverluste vielfältig sind, kennen die meisten Fußballverbände hierfür keine oder zumindest keine starren Zeitvorgaben.

## Geschichte
Den Anlass zur Einführung der Nachspielzeit gab ein Zwischenfall beim Spiel von Stoke City gegen Aston Villa im September 1891. Zwei Minuten vor Spielschluss – Aston Villa führte 1:0 – gab der Schiedsrichter einen Elfmeter für Stoke City. Noch bevor der ausgeführt werden konnte, schnappte sich der Aston-Torhüter geistesgegenwärtig den Ball und schoss ihn über das Stadiondach. Sofort schwärmten die Stoke-Spieler aus, den Ball zu suchen, doch zu spät: Noch bevor sie ihn fanden, hatte der Schiedsrichter das Spiel abgepfiffen. Das Verhalten des Aston-Torhüters wurde als unfair, also „unbritisch“ empfunden und führte zur Ergänzung des Regelwerks um die Möglichkeit einer Nachspielzeit.